# Crowley (Texas)
Pour les articles homonymes, voir Crowley.
La ville américaine de Crowley est située majoritairement dans le comté de Tarrant mais une petite portion s’étend sur le comté de Johnson, dans l’État du Texas. Sa population s’élevait à 12 838 habitants lors du recensement de 2010.

## Histoire
L’incorporation de Crowley a été approuvée lors d’un vote le 3 février 1951. Le conseil municipal a voté pour changer le statut de town en celui de city le 3 septembre 1972.

## Source
- (en) Cet article est partiellement ou en totalité issu de l’article de Wikipédia en anglais intitulé « Crowley, Texas » (voir la liste des auteurs).